# Саут-Сааніч 1
Саут-Сааніч 1 (англ. South Saanich 1) — індіанська резервація в Канаді, у провінції Британська Колумбія, у межах регіонального округу Кепітел.

## Населення
За даними перепису 2016 року, індіанська резервація нараховувала 822 особи, показавши зростання на 0,5%, порівняно з 2011-м роком. Середня густина населення становила 393,6 осіб/км².
З офіційних мов обидвома одночасно володіли 15 жителів, тільки англійською — 805. Усього 30 осіб вважали рідною мовою не одну з офіційних, з них 25 — одну з корінних мов.
Працездатне населення становило 59,6% усього населення, рівень безробіття — 17,6%.
Середній дохід на особу становив $19 904 (медіана $12 384), при цьому для чоловіків — $17 992, а для жінок $21 918 (медіани — $8 448 та $16 064 відповідно).
24,6% мешканців мали закінчену шкільну освіту, не мали закінченої шкільної освіти — 36,8%, 38,6% мали післяшкільну освіту, з яких 18,2% мали диплом бакалавра, або вищий.
| Статево-вікова структура населення | Статево-вікова структура населення | Статево-вікова структура населення | Статево-вікова структура населення | Статево-вікова структура населення |
| ---------------------------------- | ---------------------------------- | ---------------------------------- | ---------------------------------- | ---------------------------------- |
|                                    |                                    |                                    |                                    |                                    |
| Всього                             | Всього                             | 50,3%49,7%                         |                                    |                                    |
| 0 — 14 років                       | 0 — 14 років                       |                                    | 30,7%                              | 30,7%                              |
| 15 — 64 років                      | 15 — 64 років                      |                                    | 63,2%                              | 63,2%                              |
| 65 і більше                        | 65 і більше                        |                                    | 6,1%                               | 6,1%                               |
| 85 і більше                        | 85 і більше                        |                                    | 0,6%                               | 0,6%                               |
| Середній вік (років)               | Середній вік (років)               | 31,331,8                           | 31,6                               | 31,6                               |
| Медіана (років)                    | Медіана (років)                    | 27,629,0                           | 28,2                               | 28,2                               |
| — чоловіки — жінки                 |                                    |                                    |                                    |                                    |

| Походження мешканців:     | Походження мешканців:     | Походження мешканців: | Походження мешканців: | Походження мешканців: |
| ------------------------- | ------------------------- | --------------------- | --------------------- | --------------------- |
| Походження                |                           |                       | осіб                  | %                     |
| Корінні американці        | Корінні американці        |                       | 735                   | 89.09%                |
| Інше північноамериканське | Інше північноамериканське |                       | 40                    | 4.85%                 |
| Європейське               | Європейське               |                       | 150                   | 18.18%                |
| британське                | британське                |                       | 100                   | 12.12%                |
| французьке                | французьке                |                       | 25                    | 3.03%                 |
| Латинськоамериканське     | Латинськоамериканське     |                       | 15                    | 1.82%                 |
| Азійське                  | Азійське                  |                       | 10                    | 1.21%                 |
| Океанійське               | Океанійське               |                       | 25                    | 3.03%                 |

## Клімат
Середня річна температура становить 9,9°C, середня максимальна – 20,4°C, а середня мінімальна – -1,3°C. Середня річна кількість опадів – 887 мм.
| Клімат поселення                              | Клімат поселення | Клімат поселення | Клімат поселення | Клімат поселення | Клімат поселення | Клімат поселення | Клімат поселення | Клімат поселення | Клімат поселення | Клімат поселення | Клімат поселення | Клімат поселення | Клімат поселення |
| Показник                                      | Січ.             | Лют.             | Бер.             | Квіт.            | Трав.            | Черв.            | Лип.             | Серп.            | Вер.             | Жовт.            | Лист.            | Груд.            |                  |
| Середній максимум, °C                         | 8,74             | 9,89             | 11,42            | 13,70            | 16,83            | 19,54            | 19,98            | 20,38            | 17,58            | 13,14            | 9,32             | 7,11             |                  |
| Середня температура, °C                       | 3,72             | 4,88             | 6,41             | 8,71             | 11,83            | 14,52            | 16,94            | 17,33            | 14,54            | 10,10            | 6,29             | 4,06             |                  |
| Середній мінімум, °C                          | −1,26            | −0,12            | 1,41             | 3,70             | 6,81             | 9,52             | 13,89            | 14,28            | 11,48            | 7,05             | 3,22             | 1,02             |                  |
| Норма опадів, мм                              | 142              | 100              | 77               | 48               | 37               | 31               | 19               | 25               | 31               | 79               | 150              | 148              |                  |
| Середньомісячна швидкість вітру, м/с          | 3.47             | 3.32             | 3.41             | 3.35             | 3.30             | 3.35             | 3.19             | 2.89             | 2.56             | 2.75             | 3.43             | 3.51             |                  |
| Середньомісячна сонячна радіація, кДж/м²·день | 3251             | 6078             | 9921             | 14818            | 18426            | 19893            | 21113            | 18058            | 13241            | 7100             | 3648             | 2608             |                  |
| --------------------------------------------- | ---------------- | ---------------- | ---------------- | ---------------- | ---------------- | ---------------- | ---------------- | ---------------- | ---------------- | ---------------- | ---------------- | ---------------- | ---------------- |
| Джерело:                                      |                  |                  |                  |                  |                  |                  |                  |                  |                  |                  |                  |                  |                  |